# がんばリーヨ!
『がんばリーヨ!』はT-Pistonz+KMCの1stアルバム。2010年12月22日にFRAMEから発売された。品番はPKCF-1033。

## 収録曲
1. がんばリーヨ!
  - 作詞・作曲：KMC、編曲：KMC+SKT
2. つながリーヨ
  - 作詞：山崎徹・弘＆KMC、作曲：山崎徹・弘、編曲：鈴木俊介
  - ニンテンドーDS『イナズマイレブン2 脅威の侵略者 ブリザード』OPテーマ
  - TVアニメ『イナズマイレブン』OPテーマ
3. 気合いでハリケーン
  - 作詞・作曲：山崎徹＆KMC、編曲：菊谷知樹
  - ニンテンドーDS『イナズマイレブン3 世界への挑戦!! ジ・オーガ』OPテーマ
4. 小さな恋の物語
  - 作詞：山崎徹・弘＆KMC、作曲：山崎弘、編曲：菊谷知樹
5. スーパー立ち上がリーヨ!
  - 作詞・作曲：山崎徹＆KMC、編曲：菊谷知樹、ブラスアレンジ：竹上良成
  - 劇場用アニメ『劇場版イナズマイレブン 最強軍団オーガ襲来』主題歌（OPテーマ）
6. 勝って泣こうゼッ!
  - 作詞・作曲：山崎徹＆KMC、編曲：菊谷知樹、ブラスアレンジ：竹上良成
  - TVアニメ『イナズマイレブン』OPテーマ
7. 「E」
  - 作詞：山崎徹・弘＆KMC、作曲：山崎弘＆KMC、編曲：菊谷知樹、ブラスアレンジ：竹上良成
8. DASH!!!!
  - 作詞・作曲：KMC、編曲：KMC+SKT
9. GOODキター!
  - 作詞：山崎徹＆KMC、作曲：山崎徹・弘＆KMC、編曲：菊谷知樹、ブラスアレンジ：竹上良成
  - ニンテンドーDS『イナズマイレブン3 世界への挑戦!! スパーク』OPテーマ
  - TVアニメ『イナズマイレブン』OPテーマ
10. 素晴らC
  - 作詞・作曲：山崎徹＆KMC、編曲：菊谷知樹、ブラスアレンジ：竹上良成
11. 最強で最高
  - 作詞・作曲：山崎徹＆KMC、編曲：菊谷知樹
  - 劇場用アニメ『劇場版イナズマイレブン 最強軍団オーガ襲来』主題歌（EDテーマ）
12. マジで感謝!
  - 作詞：山崎徹・弘＆KMC、作曲：山崎徹・弘、編曲：菊谷知樹
  - TVアニメ『イナズマイレブン』OPテーマ
13. がんばリーヨ!（リプライズ）
  - 作詞・作曲：KMC　編曲：KMC+SKT

## 参加ミュージシャン
TPK
トン・ニーノ : Lead Vocal
ヒロシ・ドット : Side Vocal, Bass(#1, #13)
KMC : Rap, Programming(#1, 8, 13)

佐野康夫 : Drums(#2〜7, 9, 10)
宮田繁男 : Drums(#11)
高木貴司 : Drums(#12), Tambourine(#9), Cowbell(#9), Percussions(#12)
スティング宮本 : Bass(#2〜7, 9〜11)
五十嵐宏治 : E.Piano(#3, 5, 6, 7), A.Piano(#4, 5, 9, 10), Organ(#4, 10), Keyboard(#11)
菊谷知樹 : Guitar(except #2), Programming(#3〜6, 9, 11, 12), Bass(#1, 13), Add Programming(#1, 8, 13), Tambourine(#5, 6), Whistle(#12)
橋本慎 : Organ(#9, 11), E.Piano(#9), Add Programming(#1, 13), Guitar(#1, 13)
鈴木俊介 : Guitar(#2), Programming(#2)
ブラザー・ヒデ・キング : Solo Guitar(#2, 6, 12)
鈴木正則 : Trumpet(#1, 5, 6, 7, 9, 10, 12, 13)
LUIS VALLE : Trumpet(#3, 11)
佐々木史郎 : Piccolo Trumpet(#12), Trumpet(#12)
清水康弘 : Trumpet(#12)
鹿討奏 : Trombone(#1, 3, 5, 6, 7, 9, 10, 11, 13)
河合わかば : Trombone(#12)
竹上良成 : A.Sax(#8, 9, 10), T.Sax(#1, 3, 5, 6, 7, 8, 10, 11, 13), B.Sax(#9), A.Sax Solo(#5, 11),   Tambourine(#6)
石島大輔 : B.Sax(#3, 11)
SAYO ISHIGAMI : Chorus(#9)
HAYATO UENO : Chorus(#9)
AKO KIKUYA : Chorus(#9)
KAN KIKUYA : Chorus(#9)
MIZUKI KUNIYASU : Chorus(#9)
HAYATO NISHIKAWA : Chorus(#9)
AYANO YAMAZAKI : Chorus(#9)
ERI SAIKI : Chorus(#9)
TAKAFUMI KUSUMOTO : Chorus(#9)
宮原永海 : Shalala Chorus(#12)
INAZUMA GIRLS : Shalala Chorus(#12)

## 発売記念イベント
アルバム発売を記念し、各地で発売記念イベントが行われた。
| 公演日         | 都道府県 | 会場                         | 形態               | 備考  |
| -------------- | -------- | ---------------------------- | ------------------ | ----- |
| 2010年12月28日 | 茨城県   | WonderGOO守谷店              | ミニライブ・握手会 | [ 1 ] |
| 2011年1月10日  | 東京都   | アトレ吉祥寺                 |                    | [ 2 ] |
| 1月16日        | 東京都   | 武蔵野市民文化会館           | 握手会             | [ 3 ] |
| 1月19日        | 大阪府   | タワーレコード梅田NU茶屋町店 | ミニライブ・握手会 | [ 4 ] |
| 1月23日        | 千葉県   | 習志野文化ホール             | 握手会             | [ 3 ] |